# 新川 (都田川水系)
新川（しんかわ）は、静岡県浜松市中央区を流れる河川。都田川水系に属する二級河川である。

## 地理
静岡県浜松市中区和合町を起点とし、佐鳴湖を経て浜名湖に注ぐ。全長は約13.6km。中区内の部分、即ち佐鳴湖より上流部は西川とも呼ばれる。
なお、西川（通称）の上流部（和合町〜富塚町青葉台団地）は粘土層を流れているためねんど川（粘土川、ねんどがわ、ねんどかわ）の通称があり、富塚町内の一部の公共施設では「ねんど川（新川上流）」との案内も見られる。このねんど川と呼ばれるエリアは自然が豊富であり、いのちの水をはじめとする湧き水がある他、夏にはホタル観察の名所となっている。
因みに、西川（通称）と佐鳴湖以西の新川を別の川だと認識する市民も多く、富塚の新川（西川）、入野の新川（佐鳴湖以西）、街中の新川（馬込川水系）などという区別をする人もいる。
2000年（平成12年）、佐鳴湖西岸から東神田川に合流する新川放水路が完成し、流路が変更になった。それまでの新川は旧新川として引き続き二級河川に指定されている。

## 改修事業
現在の浜松市中央区には新川による浸水被害のある地域があったため、1973年（昭和48年）度までに着工し、2007年（平成19年）度までにすべて完成させた。